# Proctor (krater marsjański)
Proctor – krater na powierzchni Marsa o średnicy 172,56 km, położony na 47,63° szerokości południowej i 29,72° długości wschodniej (♂ 47,63°S 330,28°W/-47,630000 -330,280000). Decyzją Międzynarodowej Unii Astronomicznej w 1973 roku został nazwany od brytyjskiego astronoma Richarda Anthony’ego Proctora (1837–1888). Krater ten znajduje się na obszarze Noachis Terra.
Na dnie krateru Proctor znajdują się rozległe piaszczyste wydmy. Ciemne i pomarszczone wydmy powstały wcześniej niż jaśniejsze formy skalne, które pokrywają. Wydmy smagane wiatrami wolno się przesuwają. Pierwszy raz podobne wydmy były obserwowane w 1972 roku na zdjęciach wykonanych przez sondę Mariner 9.